# Église d'Yläne
L'église d'Enonkoski (en finnois : Yläneen kirkko) est une église luthérienne située à Pöytyä en Finlande,.

## Description
L'église construite en 1782 est conçue par Mikael Piimänen.
Le clocher, situé dans la tour Ouest, est terminé par une extrémité octogonale recouverte d’une coupole.
Les murs intérieurs sont peints en rouge,,.
Le retable réalisé par Johan Zacharias Blackstadius date de 1874.
L'orgue à 14 jeux est fabriqué en 1888 par la fabrique d'orgues Bror Axel Thulé.
À quelques centaines de mètres de l'église, le presbytère construit en 1877 a été habité entre autres par Martti Haavio.
Le mémorial L'ange de la paix (Rauhan enkeli) du cimetière militaire est sculpté par Jussi Vikainen (fi)
La direction des musées de Finlande a classé en 2009, l'église, le presbytère et leur site parmi les sites culturels construits d'intérêt national.

## Galerie

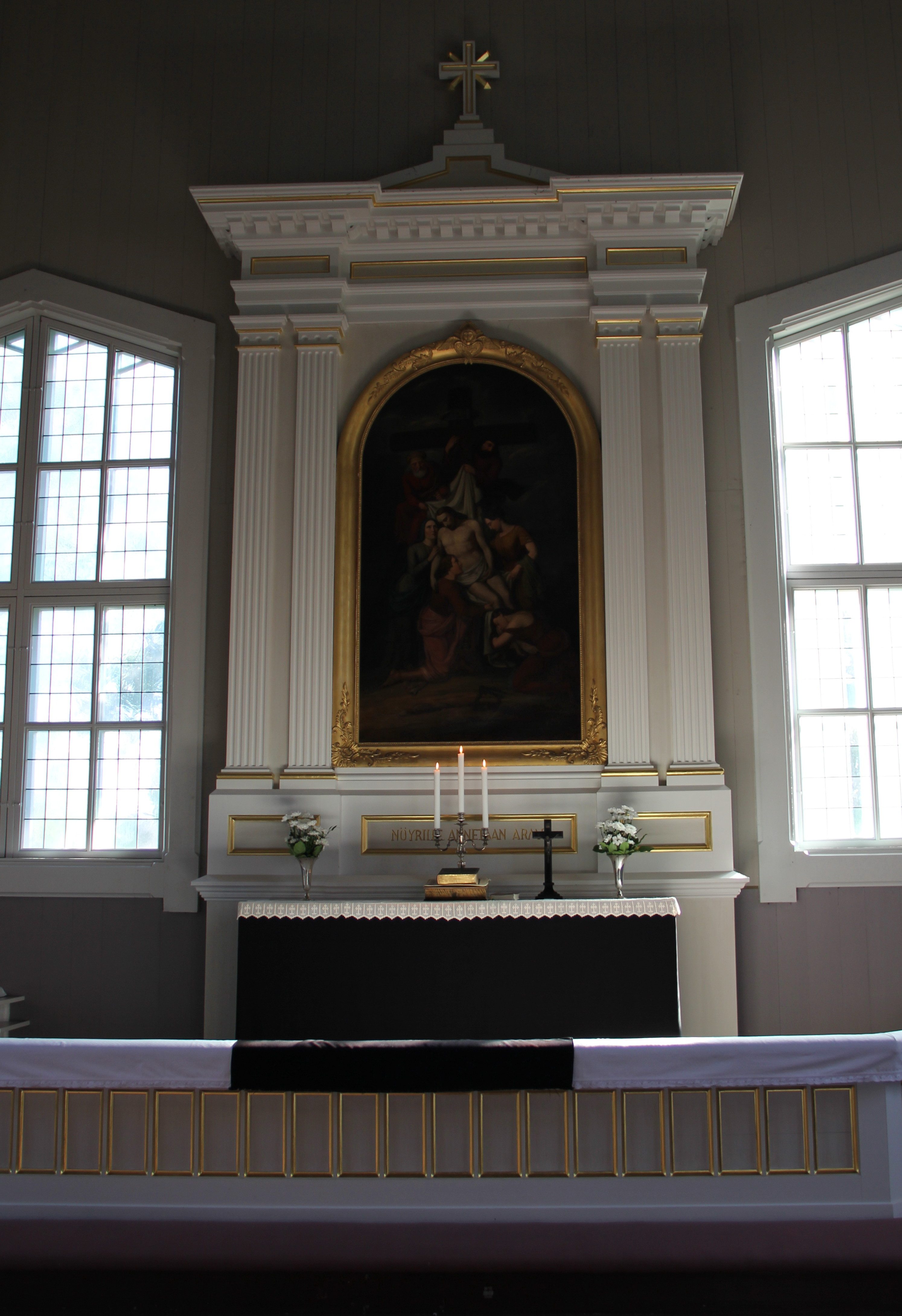
Le retable.
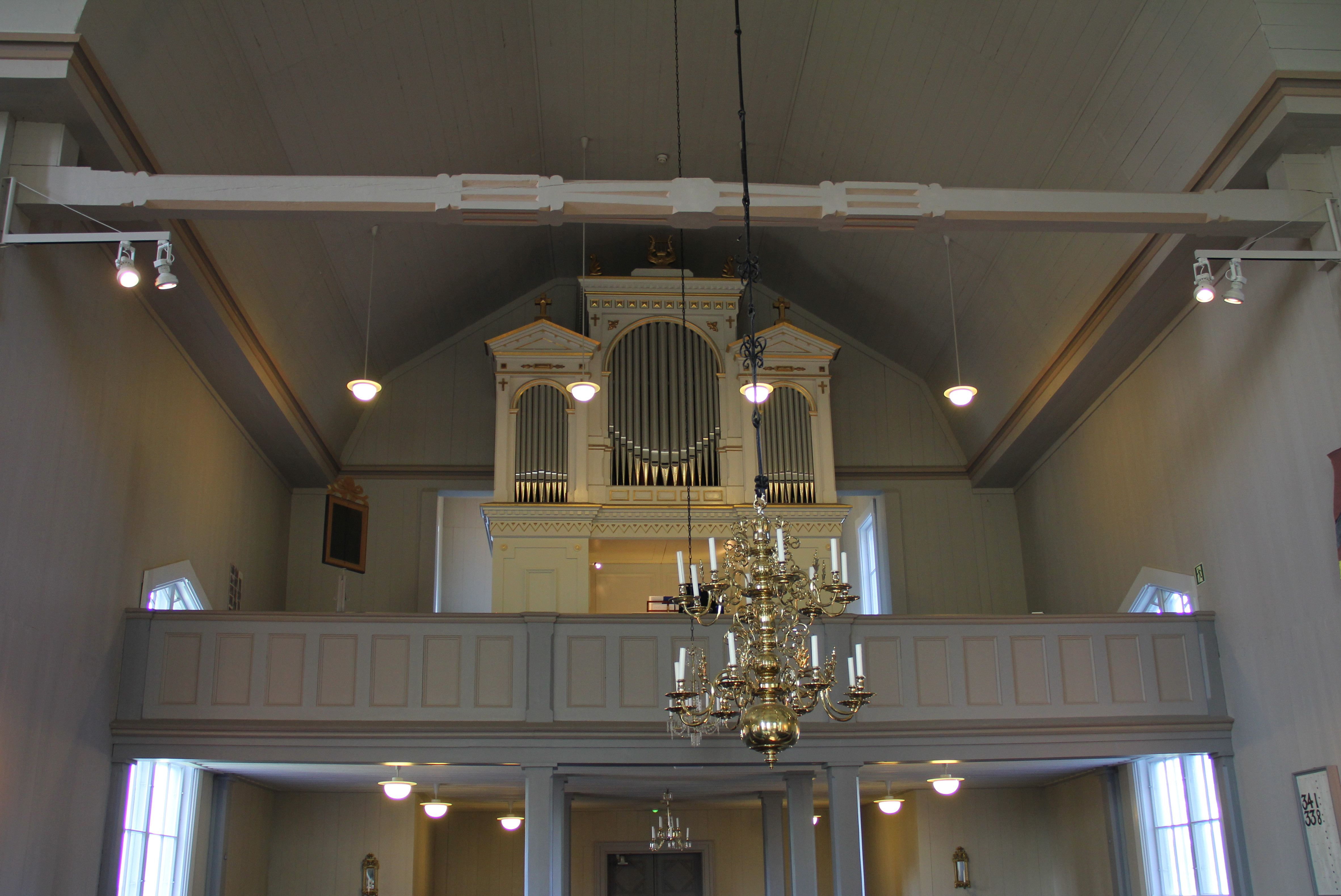
L'orgue.
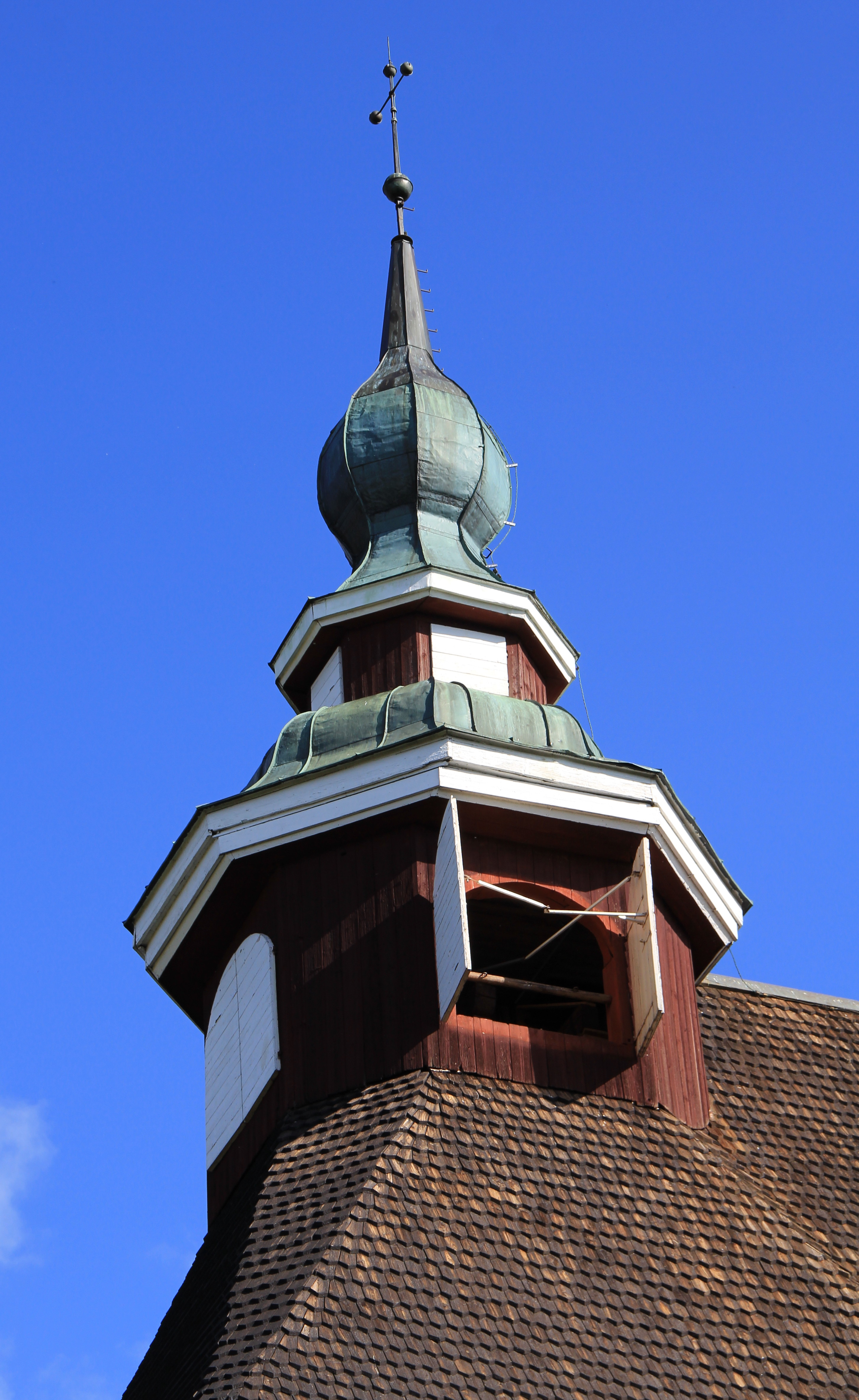
Le sommet du clocher.
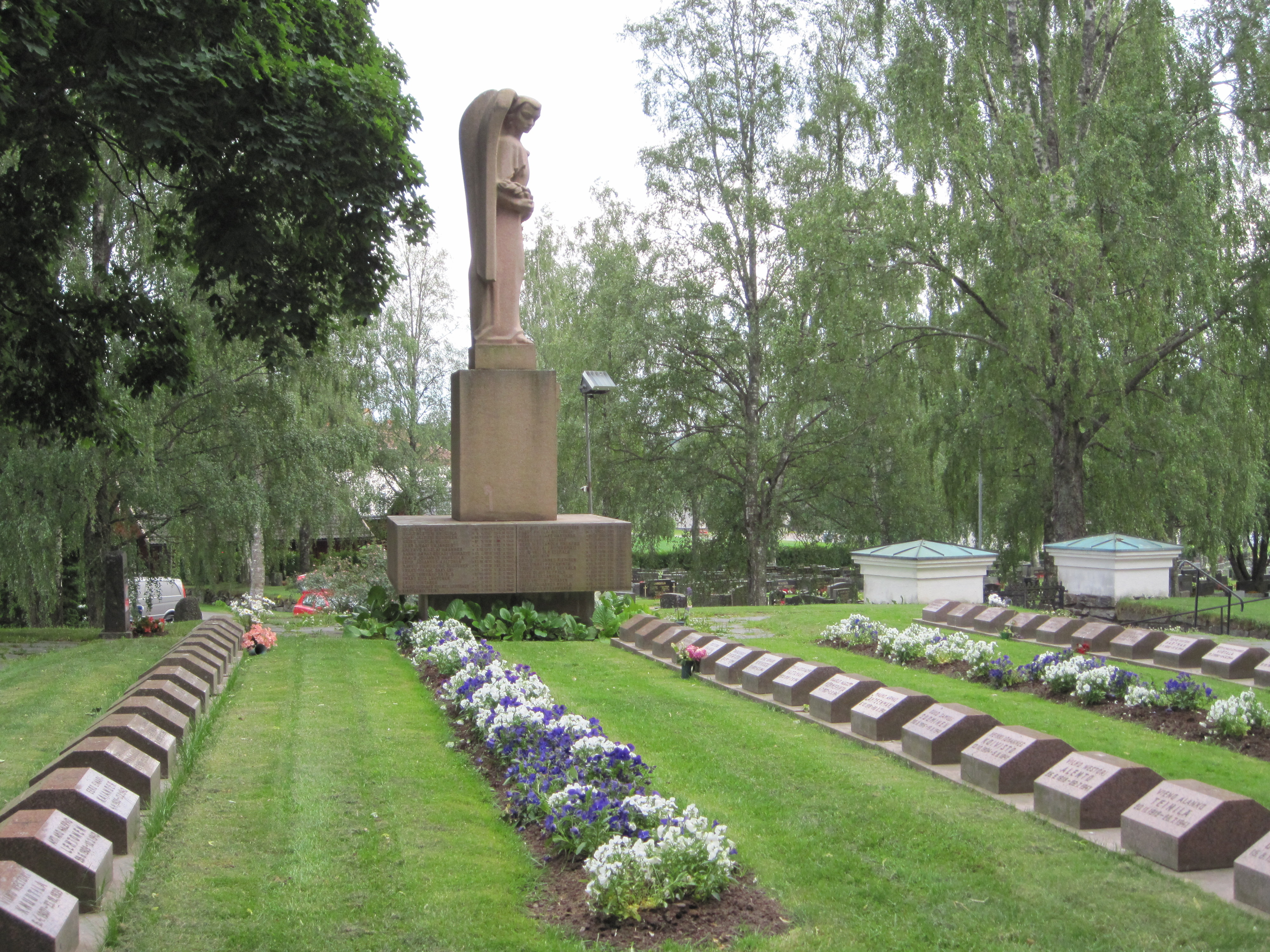
Le mémorial L'ange de la paix.